# Samsung Galaxy S Advance
Samsung GT-I9070 Galaxy S Advance (также известный как Galaxy S II Lite) - Android смартфон производства Samsung Electronics. Он был анонсирован 30 января 2012 года и выпущен в апреле 2012 года как "продвинутый" вариант оригинального Galaxy S.

## Технические характеристики

#### Дизайн[9][10]
Дизайн Galaxy S Advance является эволюцией дизайна Galaxy S. Устройство имеет пластиковый корпус. Спереди у него 4-дюймовый дисплей. На нижней рамке дисплея находится кнопка Home и две емкостные кнопки (меню и назад), а на верхней рамке дисплея - логотип "Samsung", фронтальная камера, наушник и датчики. На боковой рамке слева находится регулятор громкости, справа - кнопка питания, внизу - порт microUSB и 3,5-мм разъем для наушников; верхняя часть боковой рамки не занята. Размеры 123,2 x 63 x 9,69 мм, вес 120 грамм..

### Аппаратное обеспечение
Galaxy S Advance оснащен 4-дюймовым Super AMOLED дисплеем с разрешением 480 x 800 пикселей и плотностью пикселей -233 ppi. Он работает на базе SoC от ST-Ericsson Nova Thor U8500 с двумя ядрами ARM Cortex-A9 CPU, работающим на частоте 1 ГГц и ARM Mali-400 MP GPU наряду с 768 MB RAM. Он имеет 8 или 16 ГБ внутренней памяти, расширяемой с помощью карты microSD, 5-Мп тыловую камеру с автофокусом и возможностью записи видео 720p и 1,3-Мп камеру с фиксированным фокусом для видеозвонков или съемки автопортретов. У него нет возможности подключения к 4G.

### Программное обеспечение
Galaxy S Advance работает под управлением Android 2.3.6 "Gingerbread" с пользовательским интерфейсом Samsung TouchWiz из коробки. Устройство поставляется с предустановленными ChatON, Find My Mobile и Samsung Hub..
Galaxy S Advance может быть официально обновлен до Android 4.1.2 (Jelly Bean). Обновление Jellybean 4.1.2 для Samsung Galaxy S Advance была выпущена начиная с русской прошивки 7 января 2013 года и затем был выпущен на других рынках. Это обновление теперь включает TouchWiz от Samsung Nature UX и почти все возможности Jellybean. Пользователи могут обновить существующую прошивку Gingerbread через KIES или OTA, как только обновление станет доступно в их стране или регионе..

#### Поддержка послепродажных прошивок
Официальное OTA-обновление Samsung для Samsung Galaxy S Advance остановилось на последнем обновлении Android 4.1.2 Разработка Galaxy S Advance была активной в течение последних нескольких лет, с умеренным развитием, продолжающимся в настоящее время, по состоянию на август 2018 года.
В настоящее время самая новая доступная неофициальная послепродажная прошивка для Galaxy S Advance основана на Android 8.1.0 "Oreo". Она все еще находится в активной разработке по состоянию на 18 августа 2018 года.

## Прием
Телефон получил в целом положительные отзывы от критиков. Наташа Ломас из CNET провела обзор Samsung I9070 Galaxy S Advance и поставила ему 8,3 балла из 10. Она похвалила дизайн, но раскритиковала пластиковую заднюю крышку и устаревшую версию операционной системы Android. Она считает телефон "солидным дополнением к линейке Galaxy"..
Люк Джонсон из TechRadar провел обзор Samsung I9070 Galaxy S Advance и дал ему 3,5 звезды из 5. Он похвалил дизайн и двухъядерный процессор, и в целом счел устройство очень сбалансированным телефоном. Однако он раскритиковал веб-браузер. Он заключил, что устройство "выделяется на аппаратном фронте больше, чем на программном"..
GSMArena провела обзор Samsung I9070 Galaxy S Advance. Хотя они в основном положительно отозвались об устройстве, основными недостатками устройства они посчитали отсутствие записи видео 1080p, матрицу PenTile дисплея AMOLED, отсутствие клавиши спуска затвора камеры и устаревшую версию операционной системы Android..
Ниалл Магеннис из Trusted Reviews сделал обзор Samsung I9070 Galaxy S Advance, присвоив ему 3,5 звезды из 5. Устройство было оценено как "хороший, универсальный пакет", но подверглось критике за цену. AMOLED-дисплей, двухъядерный процессор; хорошая работа камеры были отнесены к плюсам, а устаревшая версия операционной системы Android - к минусам устройства..

## Внешние ссылки
- Загрузка Maclaw Studio для Galaxy S Advance на Maclaw.pl
- Samsung обновит 11 телефонов и 4 планшета до android 4.1.1 Jelly Bean на SamMobile.com
- Samsung начинает обновление Galaxy S Advance до Jelly Bean на SamMobile.com